# توم ستريكلاند
توم ستريكلاند هو محامي وسياسي أمريكي، ولد في 16 مايو 1952 في تكساس في الولايات المتحدة. نشط حزبياً في الحزب الديمقراطي.